# Гептаосмийтетратетраконтаскандий
Гептаосмийтетратетраконтаскандий — бинарное неорганическое соединение, интерметаллид
осмия и скандия
с формулой Os7Sc44,
кристаллы.

## Получение
- Сплавление стехиометрических количеств чистых веществ в атмосфере аргона[1]:

{\displaystyle {\mathsf {7\,Os+44Sc\ {\xrightarrow {750^{o}C}}\ Os_{7}Sc_{44}}}}

## Физические свойства
Гептаосмийтетратетраконтаскандий образует кристаллы
кубической сингонии,
пространственная группа F 43m,
параметры ячейки a = 2,0771 нм, Z = 8,
структура типа гептародийтетратетраконтамагния Rh7Mg44
.